# عود سفائي
عود سفائي (الاسم العلمي:Aquilaria apiculata) هو نوع من النباتات يتبع جنس العود من الفصيلة المثنانية.